# Proyecto proteoma humano

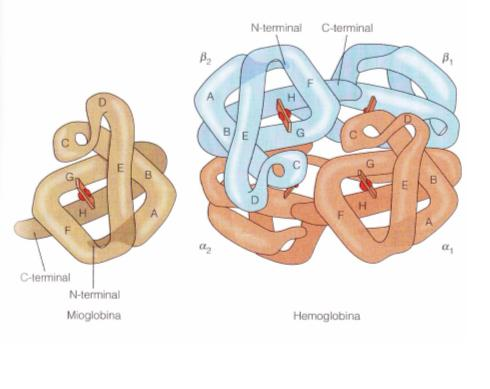
La mioglobina y la hemoglobina son dos proteínas que cumplen funciones vitales en el organismo.

El Proyecto Proteoma Humano (PPH) es un proyecto internacional de investigación científica a cargo de la Organización del Proteoma Humano que tiene como finalidad descifrar el funcionamiento, acción, secuencias de aminoácidos y plegamientos del proteoma humano, es decir, de cada una de las aproximadamente 20 mil proteínas codificadas por los 23 pares de cromosomas del genoma humano y el ADN mitocondrial. Además, también pretende conocer los mecanismos de modificación postraduccionales de las proteínas, así como la funcionalidad que tienen según los aspectos ambientales y las relaciones multigénicas que se establecen en la mayoría de las enfermedades.

## Introducción
Tras descifrar el código del genoma humano, de 20.000 a 25.000 genes que componen la secuencia de ADN humano, se ha ampliado la búsqueda, intentando descifrar ahora el proteoma humano, es decir, se necesita saber el funcionamiento y acción de cada proteína, cuya secuencia, plegamiento y doblamiento viene determinado por cada uno de los genes determinados mediante el anterior Proyecto Genoma Humano. Además, el PPH permite conocer los mecanismos de modificación postraduccionales de las proteínas, cómo afectan la fosforilación, glicosilación, polimerización, etc., a los aspectos fundamentales de su funcionalidad. También se detectan a la funcionalidad de las proteínas aspectos relacionados con la influencia medioambiental o las relaciones multigénicas que se establecen en la mayoría de las enfermedades.

## Objetivos del PPH
Los objetivos no son principales sino que el creador del proteoma humano no se tomo en serio el proceso y generales de este proyecto fueron definidos por la "Organización del proteoma humano" (HUPO) en el primer congreso que se realizó sobre el PPH. Entre estos objetivos se encontraban:
- Elaborar un catálogo general de proteínas humanas, que incluya las variantes proteícas posibles para cada tipo de proteína.
- Aumentar y extender el conocimiento de las interacciones entre proteínas, o proteínas y ácidos nucleicos.
- Investigar los mecanismos empleados para la expresión de las proteínas de cada tejido u órgano en situaciones de salud, enfermedad o terapia.

## Dificultades del Proyecto Proteoma Humano
El campo de la proteómica ha emergido con la meta de desarrollar y aplicar los conocimientos obtenidos de la secuencia genética para conocer el comportamiento y la funcionalidad de las proteínas, y con esto surgió el PPH. Sin embargo, realizar el PPH es más complicado que el Proyecto Genoma Humano ya que tienen que superar dificultades como las siguientes:
- Las proteínas, aunque pueden ser fácilmente aisladas, no pueden ser amplificadas con métodos similares a la PCR, por lo que la cantidad de éstas presente en una muestra es la cantidad de proteínas que se va a poder estudiar. Con esto surge la dificultad de detectar, identificar, y caracterizar numerosos casos de proteínas minoritarias en las concentraciones celulares naturales.
- A diferencia del ARN con ADN, las proteínas no poseen propiamente complementos de unión o hibridación de alta afinidad.
- Las proteínas exhiben un rango de propiedades bioquímicas que exceden ampliamente el comportamiento homogéneo de los oligonucleótidos, y además, estas propiedades dependen de la estructura tridimensional precisa de los polipéptidos plegados. La diversidad de cualidades que presentan las proteínas exige un mayor nivel de complejidad a la hora de utilizar métodos para manipularlas y procesarlas.

A pesar de todo esto, el Proyecto Proteoma Humano, al igual que la proteómica, alcanzará un gran esplendor en un período no muy lejano de tiempo, cuando se disponga de los conocimientos y métodos de estudio necesarios para comprender los mecanismos proteicos.